# Affaire Réveillon

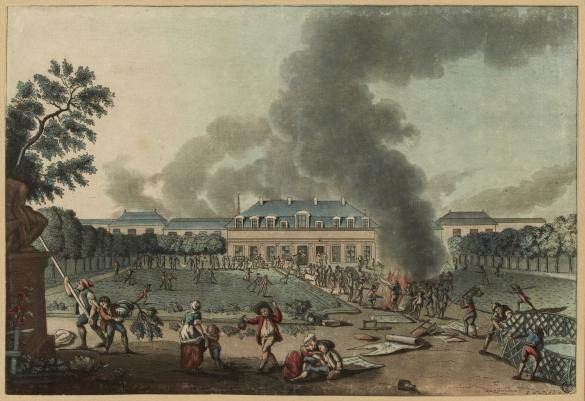
Le saccage de la Folie Titon, le 28 avril 1789.

L’affaire Réveillon est une révolte populaire, qui eut lieu du 26 avril au 28 avril 1789 au faubourg Saint-Antoine, à Paris, en France. Cet événement est considéré comme un élément avant-coureur de la prise de la Bastille, le 14 juillet 1789 et, à plus grande échelle, de la Révolution française.

## Le déclenchement de la révolte

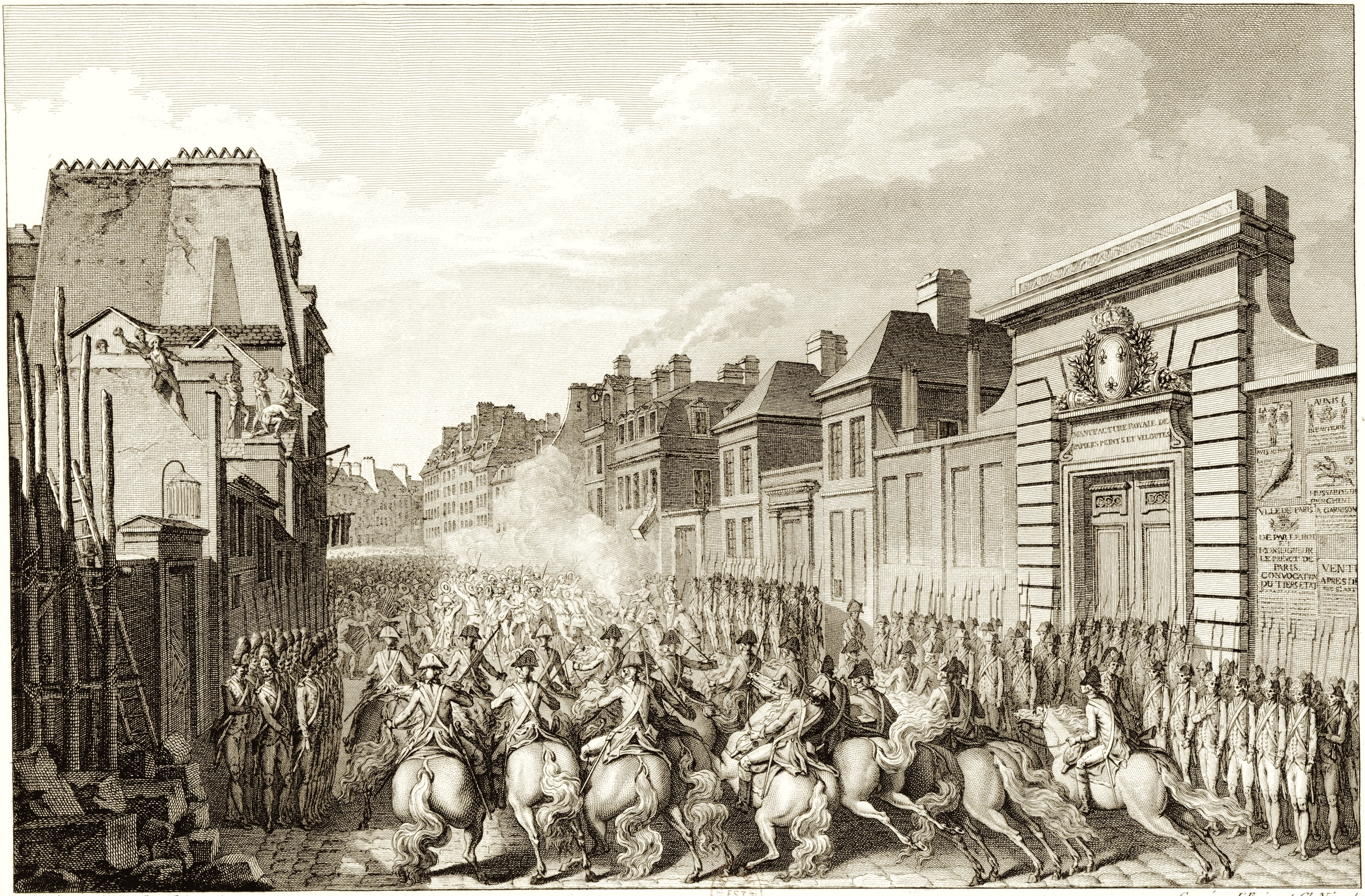
Attroupement au faubourg Saint-Antoine, le 28 avril 1789.

Jean-Baptiste Réveillon est un entrepreneur à la tête de la Manufacture royale de papiers peints employant 300 travailleurs et installée à la Folie Titon, dans les jardins de laquelle s'élève la première montgolfière, le 19 octobre 1783. Ce lieu, aujourd'hui disparu, se situait sur l'actuelle rue de Montreuil, près de la station de métro Faidherbe - Chaligny, à Paris; une plaque en témoigne.
Depuis la signature du traité Eden-Rayneval de libre-échange entre la France et l'Angleterre, en l'an 1786, les importations textiles anglaises à bas prix inondent le marché français. Les entreprises françaises du textile ont de plus en plus de mal à écouler leurs marchandises. En l'espace de quatre ans, les exportations anglaises quintuplent en valeur.
Après un hiver particulièrement rigoureux, le prix du pain augmente fortement dans les premiers mois de 1789. La tension est augmentée par l'ouverture prochaine des États généraux qui doivent se tenir à Versailles, mais qui est finalement reportée au 5 mai. Les élections des députés du Tiers-État ne sont pas encore terminées à Paris et les ouvriers et les apprentis compagnons n'ont pas le droit de vote, plus restrictif qu'ailleurs dans le royaume,. La menace de la disette et du chômage, l'exclusion des assemblées électorales du tiers état mécontentent les habitants populaires des faubourgs Saint-Antoine et Saint-Marcel.
Le 23 avril, au cours d'une assemblée d'électeurs du tiers état, Jean-Baptiste Réveillon aurait tenu des propos inquiétants sur les salaires des ouvriers. Il aurait regretté le bon vieux temps où les ouvriers étaient payés 15 sous par jour, au lieu de 25 alors. Selon une deuxième interprétation, ce patron nourri d'idées libérales aurait suggéré de supprimer l'octroi afin de diminuer le prix d'importation de la farine et donc le prix du pain, l'autorisant ainsi à baisser les salaires. Un autre patron, Henriot (ou Hanriot), fabricant de salpêtre, partage son opinion. Quoi qu'il en soit, parmi le peuple, le bruit se répand que Réveillon veut baisser les salaires. Dès le soir, son nom est conspué. La rumeur est répétée et commentée dans les cabarets et les ateliers, si bien que le mécontentement finit par exploser.

## Le déroulement

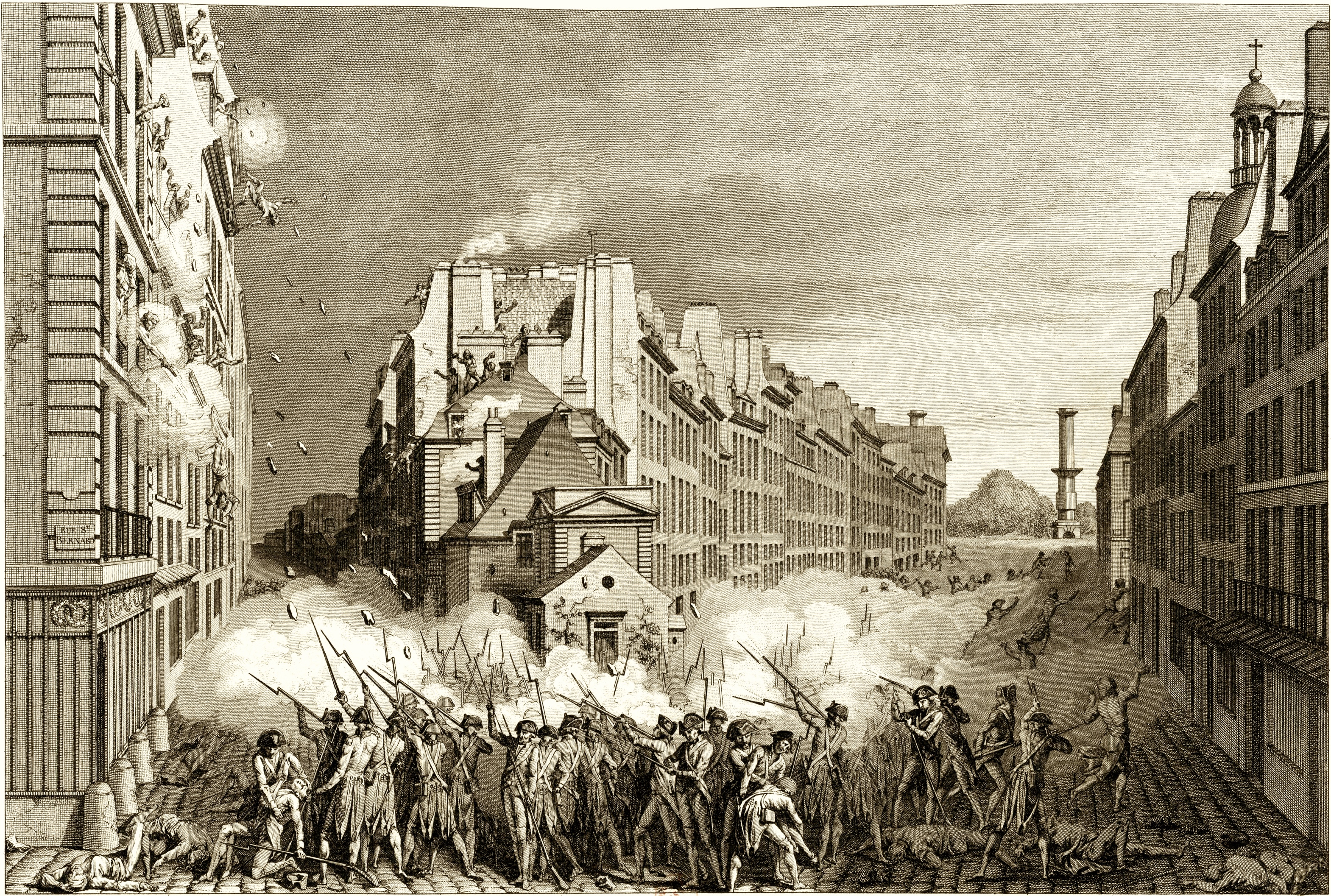
Fusillade au faubourg Saint-Antoine, le 28 avril 1789, après le pillage de la maison et de la manufacture de Réveillon.

Le lundi 27 avril, des milliers de chômeurs, d'ouvriers, d'artisans, de petits patrons, de débardeurs s'ameutent près de la Bastille, puis se dirigent vers l'hôtel de ville, aux cris de « Mort aux riches ! Mort aux aristocrates ! Mort aux accapareurs ! Le pain à deux sous ! À bas la calotte ! À l'eau les foutus prêtres ! » Place de Grève, sont brûlées les effigies de Réveillon et d'Henriot. Devant l'hôtel de ville, une délégation de bourgeois envoyée par l'assemblée électorale convainc les manifestants de se disperser. Mais la colonne se dirige vers la manufacture et l'hôtel de Réveillon. Un détachement d'une cinquantaine de gardes-françaises leur en interdisant l'accès, les manifestants se rabattent sur la maison d'Henriot, laquelle n'est pas protégée. Le salpêtrier et sa famille ont juste le temps de s'enfuir au donjon de Vincennes avant que leur maison ne soit saccagée et pillée.
Le lendemain, 28 avril, un nouveau rassemblement se tient devant l'hôtel et la manufacture de Réveillon, mais les forces de l'ordre, renforcées depuis la veille et retranchées derrière des barricades, tiennent à distance la foule houleuse et désarmée. Dans l'après-midi, le duc d'Orléans, prince du sang, traverse le rassemblement en carrosse et appelle au calme, avant de distribuer le contenu de sa bourse à la volée. Il est ovationné. Dans la soirée, le passage du carrosse de sa femme, la duchesse d'Orléans, ouvre une brèche temporaire dans les barricades. Les émeutiers en profitent pour forcer l'entrée de l'hôtel et tout saccager. Des fenêtres et du haut des toits, ils lancent des tuiles et des meubles sur la troupe. Exaspérés, les gardes tirent. Cette riposte tue un nombre indéterminé d'émeutiers, 25 selon le commissaire du Châtelet, 900 selon le marquis Charles Alexis Brûlart de Sillery, un soulèvement particulièrement meurtrier en considérant la fourchette haute. Du côté des soldats, le bilan s'établit plus sûrement à 12 tués et 80 blessés. Jusqu'à dix heures du soir, le lieutenant-général de police Louis Thiroux de Crosne quadrille le faubourg Saint-Antoine et fait pourchasser les séditieux jusqu'au faubourg Saint-Michel.
Le 29 avril, il en fait pendre deux.

## Analyses et interprétations

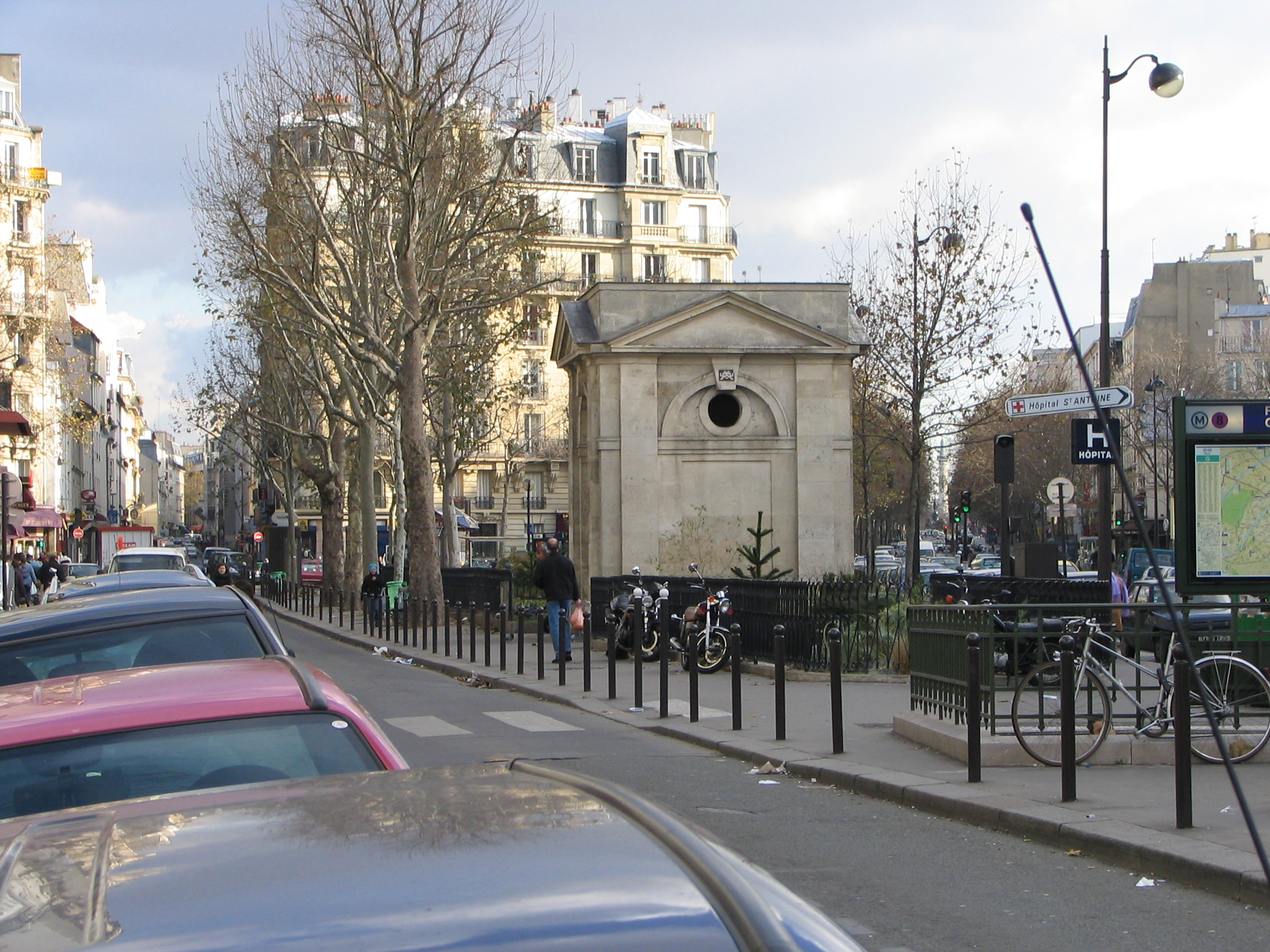
Lieu des affrontements en date en décembre 2005 : en face de l’hôpital Saint-Antoine, au centre, la fontaine de la Petite-Halle de 1710, on distingue une des colonnes de la place de la Nation (l'ancienne barrière de l'octroi) et à gauche, la rue de Montreuil.

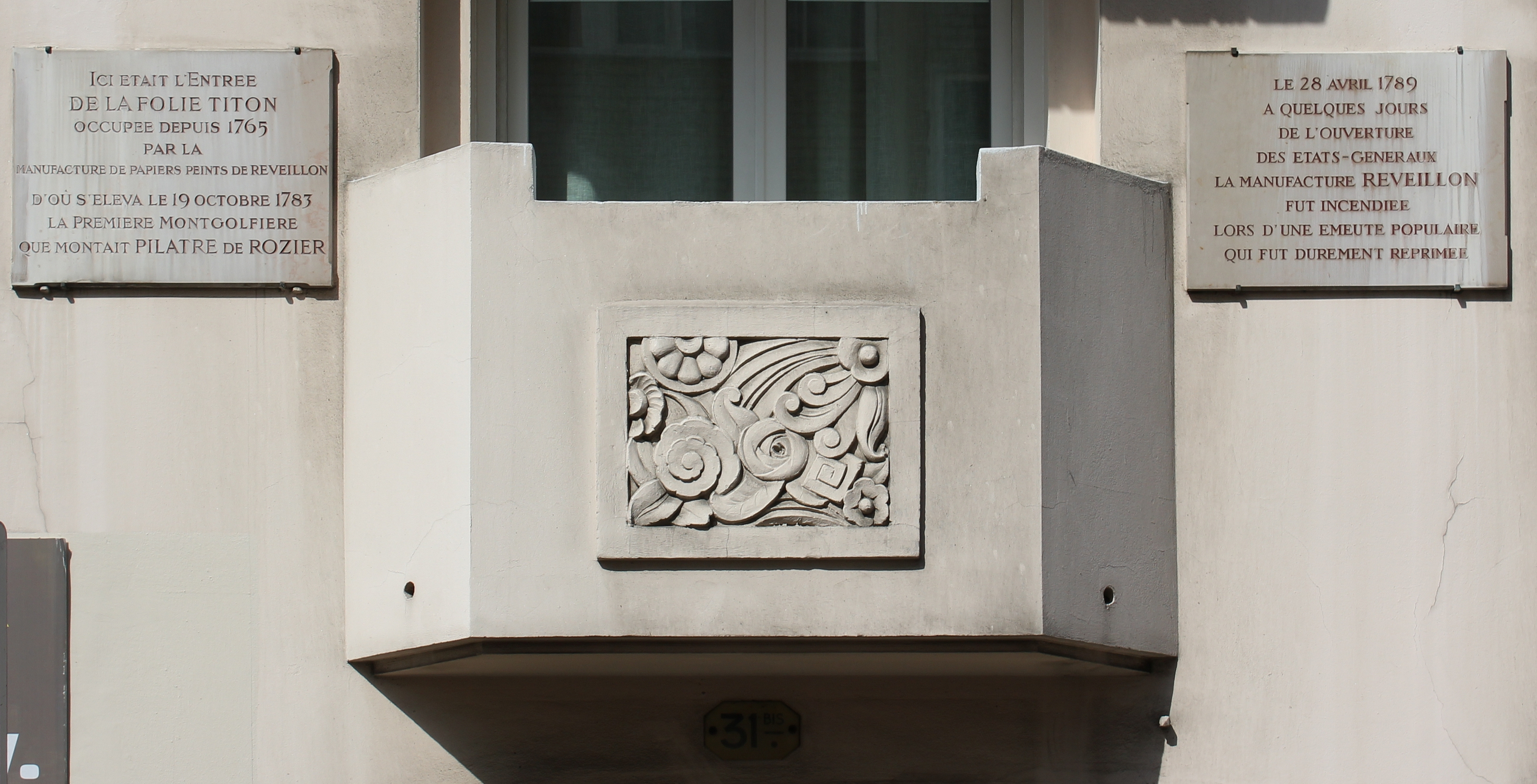
Plaques commémoratives de la Folie Titon, 31 bis rue de Montreuil, à Paris.

Selon l'historienne Raymonde Monnier, qui note l'absence des salariés de Réveillon dans l'émeute du 28 avril, cette affaire Réveillon n'est pas un « affrontement entre patrons et ouvriers ». Motivée par l'augmentation du prix du pain et donc par la faim et la misère, elle se rattache aux émeutes de subsistance, typiques de l'Ancien Régime. En même temps, se dessinent les caractères d'une journée révolutionnaire : le peuple se réclame du tiers état et lance des slogans nouveaux tels que « Liberté ». À dix jours de l’ouverture des États généraux, les Parisiens les plus pauvres, exclus du scrutin, s'impatientent et entendent exprimer, par la force, leurs revendications. De ce point de vue, ces journées peuvent être vues comme le premier soulèvement populaire de la Révolution.
Les événements du faubourg Saint-Antoine sont certainement spontanés, mais des contemporains ont pensé à une action commanditée et alimenté la thèse du complot. Certains y ont vu la main de l'Angleterre ou des aristocrates. Nicolas Edme Restif de La Bretonne, dans Les Nuits de Paris ou le Spectateur nocturne, accuse l'Aristocratie d'avoir acheté des bons à rien pour aller attaquer Réveillon. Plus précisément, la rumeur pointa du doigt le duc d’Orléans. Le baron Pierre Victor de Besenval de Brünstatt et Jean-François Marmontel le rapportent dans leurs mémoires respectifs. L'historienne Évelyne Lever estime qu'aucune preuve ne désigne Louis-Philippe d'Orléans. De même, Jean-Christian Petitfils disculpe le prince, « agitateur inconséquent » mais trop dilettante pour mener une conspiration. Par contre, la faction Orléans, qu'animait notamment Pierre Choderlos de Laclos, a pu agir pour son compte. On comprendrait alors mieux pourquoi, pris dans l'émeute, ni le carrosse du duc, ni celui de la duchesse ne furent pris à partie par la foule excitée.

## Dans la littérature
En 1948, Georges Bernanos évoque l'émeute par laquelle débute l'affaire Réveillon, dans les premières pages des Dialogues des Carmélites (premier tableau, scène 1).
Les deux premiers chapitres du livre 14 Juillet d’Eric Vuillard font le récit de l’émeute Réveillon (chapitre 1 : La Folie Titon, chapitre 2 : La Tombe-Issoire).